# Modiolastrum
Modiolastrum es un género con diez especies de plantas de flores de la familia  Malvaceae.

## Especies seleccionadas
- Modiolastrum australe
- Modiolastrum geranioides
- Modiolastrum gilliesii
- Modiolastrum jaeggianum
- Modiolastrum jaggianum
- Modiolastrum lateritium
- Modiolastrum malvifolium
- Modiolastrum palustre
- Modiolastrum pinnatipartitum
- Modiolastrum sandemanii

- Datos: Q9033949
- Multimedia: Modiolastrum / Q9033949
- Especies: Modiolastrum